# Chomyeon-e saranghamnida
Chomyeon-e saranghamnida (kor. 초면에 사랑합니다; znany także jako The Secret Life of My Secretary) – południowokoreański serial telewizyjny. Główne role odgrywają w nim Kim Young-kwang, Jin Ki-joo, Kim Jae-kyung oraz Koo Ja-sung. Serial emitowany był na stacji SBS od 6 maja do 25 czerwca 2019 roku, w poniedziałki i wtorki o 22:00.

## Obsada

### Postacie pierwszoplanowe
- Kim Young-kwang jako Do Min-ik
- Jin Ki-joo jako Jung Gal-hee
- Kim Jae-kyung jako Veronica Park/Park Ok-sun
- Koo Ja-sung jako Ki Dae-joo

### Postacie drugoplanowe
- Jung Ae-ri jako Sim Hae-ra
- Kim Min-sang jako Sim Hae-yong
- Jang So-yeon jako Lee Eul-wang
- Seo Dong-won jako Jung Joong-hee
- Kim Ji-min jako Jung Nam-hee
- Kim Hee-jung jako Go Si-rye
- Baek Hyun-joo jako Park Seok-ja
- Kim Byung-chun jako Goo Seok-chan
- Han Ji-sun jako Mo Ha-ni
- Son San jako Goo Myung-jung
- Choi Yoon-ra jako Boo Se-young
- Kwon So-hyun jako Ha Ri-ra
- Choi Tae-hwan jako Eun Jung-soo
- Lee Seung-hyung jako dyrektor Park
- Kim Kyeong-ryong jako dyrektor Lee
- Kwon Hong-suk jako dyrektor Kim Oh-chan